# Орден Труда (Виши)
Национальный орден Труда (фр. Ordre national du Travail) — награда Французского государства (правительства Виши).

## История

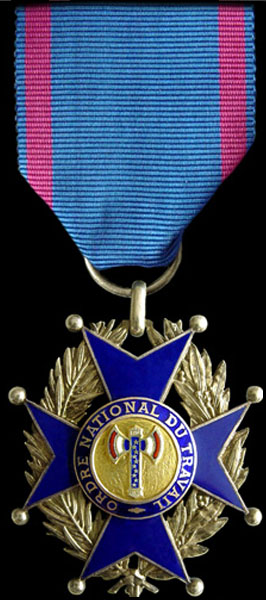
Орден Труда, реверс

Национальный орден Труда учреждён законом Французского государства от 1 апреля 1942 года и подтверждён декретом от 16 апреля 1943 года. Предназначался для вознаграждения французских граждан, отличившихся заслугами в профессиональной трудовой деятельности, внёсших большой вклад в развитие профессии, общества и нации.
Для получения кавалерской степени ордена необходимо было иметь не менее 10 лет трудового стажа и быть не менее 35 лет от роду.
Совет ордена должен был состоять из 12 членов — кавалеров ордена, представляющих различные ступени трудовой деятельности: работодатели, специалисты, ремесленники, служащие, рабочие. Председательствовал в совете Государственный секретарь по труду.
Декретом от 16 апреля 1943 года был сформирован Временный комитет для рассмотрения первых кандидатур к награждению орденом.
Награждение приурочивалось к Празднику труда (1 мая). В 1943 году в орден были приняты первые 100 кавалеров. В 1944 году также состоялось принятие 100 кавалеров.
После падения режима Виши орден Труда был упразднён постановлением правительства генерала де Голля от 2 ноября 1945 года.

## Степени ордена
Орден Труда был учреждён в трёх степенях:
Командор (фр. Commandeur) — знак на ленте, носимый на шее; высшая степень ордена;
Офицер (фр. Officier) — знак на ленте с розеткой, носимый на левой стороне груди;
Кавалер (фр. Chevalier) — знак на ленте, носимый на левой стороне груди.

## Знаки ордена
Знак ордена в виде серебряного, слегка вытянутого по вертикали, мальтийского креста синей эмали, с шариками на концах. Крест наложен на позолоченный венок из лавровых и пальмовых ветвей, перевязанных снизу лентой. В центре лицевой стороны креста круглый позолоченный медальон с широким ободком синей эмали. В центре медальона поплечный портрет вправо маршала Петена, на ободке надпись: «PHILIPPE PETAIN — MARECHAL DE FRANCE — CHEF DE L’ETAT» («Филипп Петен — Маршал Франции — Глава государства»). В центре оборотной стороны креста такой же медальон, в центре которого изображена эмблема Французского государства — галльская секира (франциска) с рукояткой в виде маршальского жезла синей эмали и лезвий синей, белой и красной эмалей (цвета флага Франции); на ободке медальона надпись: «ORDRE NATIONAL DU TRAVAIL» («Национальный орден Труда»). В верхней части знака закреплено ушко с кольцом, через которое пропускается орденская лента.
Лента ордена шёлковая муаровая синего (фр. Bleu de France) цвета, шириной 40 мм. По краям ленты красные полосы, в 1 мм от края, шириной по 5 мм каждая.